# Виде, Анна Грета
Анна Грета Виде (швед. Anna Greta Wide; 4 декабря 1920, Гётеборг — 28 августа 1965, там же) — шведская поэтесса.

## Биография и творчество
Анна Грета Виде родилась в 1920 году в Гётеборге. Её родителями были Отто Виде, учитель, и его жена Анни Кьелльмер. Анна Грета ходила в школу для девочек и окончила её с отличием в 1940 году. В 1951 году она окончила Гётеборгский колледж со степенью магистра искусств, после чего работала учительницей шведского языка в средних школах Гётеборга и Кунгсбакки.
Писать стихи Анна Грета начала с ранних лет, а первый поэтический сборник, «Nattmusik», опубликовала в 1942 году. В эпоху модернизма Анна Грета Виде писала традиционные рифмованные стихи, отличавшиеся техническим совершенством, богатой образностью и серьёзностью тем. В 1944 году вышел второй её сборник, «Orgelpunkt», после чего последовала длительная пауза. Следующий сборник, «Dikter i juli», был издан лишь в 1955 году и стал самым значимым произведением поэтессы. Проникнутый христианской верой, он отличается более свободной формой и отсутствием рифмы. За ним последовали «Broar» (1956), «Kyrie» (1960) и «Den saliga osäkerheten» (1964). В 1956 году Анне Грете Виде была присуждена Эккерстейновская литературная премия. Некоторые стихотворения поэтессы впоследствии были положены на музыку.
В 1963 году у Анны Греты Виде диагностировали рак. Спустя два года она умерла и была похоронена в Гётеборге.